# Богоявление (Дальнеконстантиновский район)

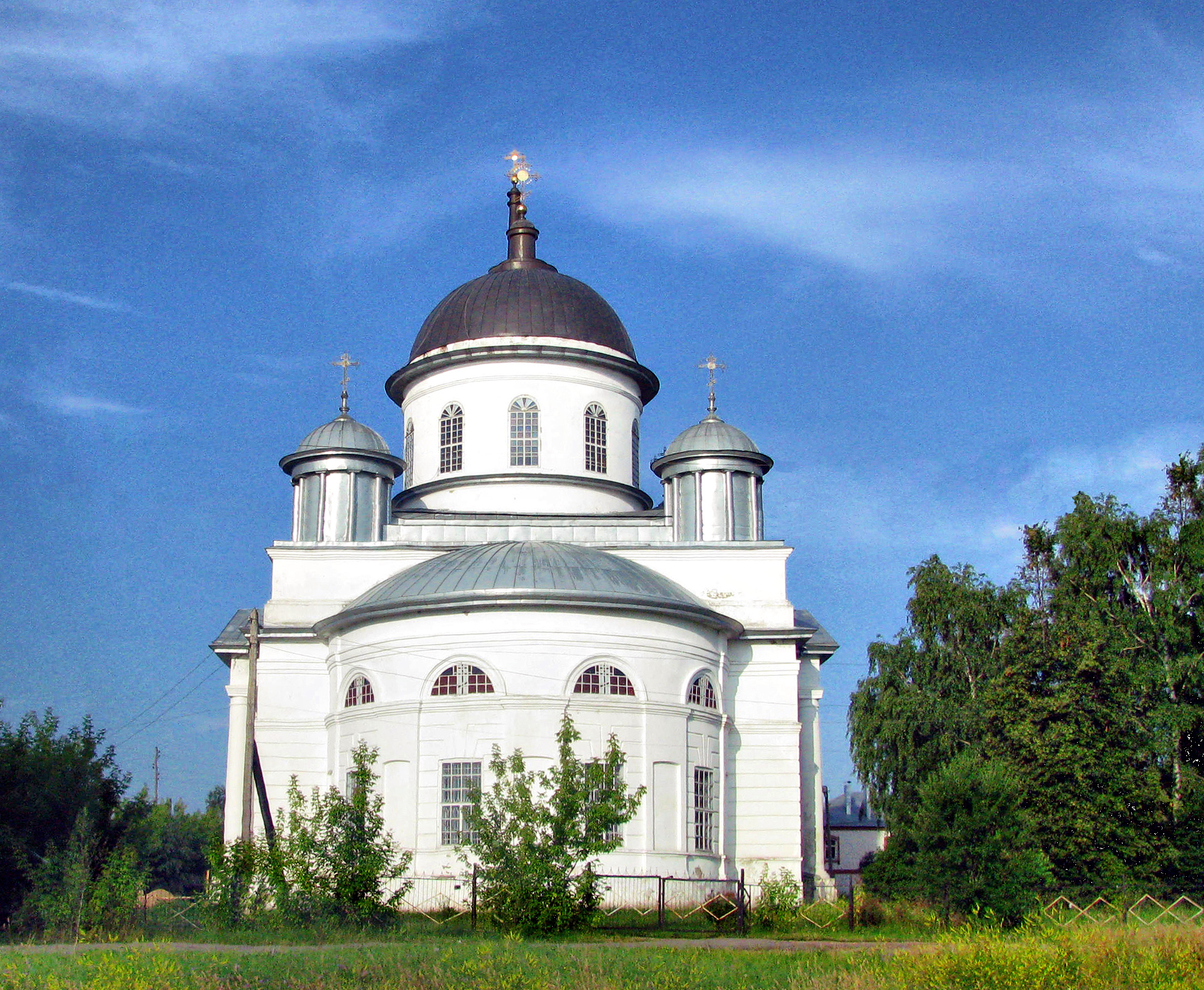
Храм в честь Богоявления Господня, подворье Крестовоздвиженского женского монастыря. Нижегородская область, Дальнеконстантиновский район.

Богоявле́ние — село в Дальнеконстантиновском районе Нижегородской области. Административный центр Богоявленского сельсовета.

## Этимология
Историческое название — Инелей происходит от эрзянских слов «ине» — «большой» и «лей» — «овраг, ручей».
После открытия в первой четверти XIX века в селе Богоявленской церкви, главный престол которой освящен в честь Богоявления Господня название сменилось на Богоявленское, а впоследствии на нынешнее — Богоявление.

## География
Находится в 7 км от Дальнего Константинова и в 56 км от Нижнего Новгорода.

## История
В «Списке населённых мест» Нижегородской губернии по данным за 1859 год значится как владельческое село Богоявленское при речке Пичесе в 58 верстах от Нижнего Новгорода. В деревне насчитывалось 165 дворов и проживало 954 человека (445 мужчин и 509 женщин). В селе располагалась становая квартира, имелась церковь, училище и базар. В национальном составе населения преобладали терюхане.
Село Богоявление ранее носило название Нилейка. Само название мордовского происхождения «Лей» - означает «речка, долина». Ручей Нилей протекает вблизи юго-восточной окраины села, который впадает в речку Печесть. – название тоже мордовского происхождения. Название уходит вглубь веков, т.к. территория Д-Константиновского района в 15-18 веках в значительной мере была заселена мордовским племенем – «Терюхан», который в середине 19 века растворились среди русских и утратили свой язык. Деревня Нелейка (Богоявление)  возникла в 16 веке. Вначале в деревне была построена деревянная церковь, которую затем разобрали и перевезли в с. Гремячая Поляна. А в 1826 году построили  каменную церковь. Освящение её проходило в январе, в день Иоанна Крестителя. С тех пор село и стало именоваться Богоявлением. Церковь Богоявление пятикупольное сооружение с классическими портиками и фронтонами по всем четырем фасадам. Церковь была закрыта в 1936 году и вновь началась служба после реставрации в 1989 году. В селе было пять  постоялых дворов, два кабака, харчевня, две  бакалейные лавки, и «Казенка» - винная лавка. Была ямская станция, три кузницы, две маслёны, кирпичный и воскобойный заводы, десять ветряных мельниц,. В 1867 году общество решило строить начальную школу, а до этого детям можно было обучиться грамоте на дому у местного духовенства. В 1936 году была открыта семилетняя школы, а в 1982 году построена средняя школа на 320 мест и интернат на 80 мест. Раньше улица шла с юго-запада на северо-восток поперек современной трассы Н.Новгоро- Саранск. По этой улице проходила дорога из Тепелева на Суроватиху и Муравьиху. После большого пожара по указанию барина село развернули, дома стали строить вдоль теперешней трассы. Село Богоявление считалось поместьем князя Грузинского, но сам он в Богоявлении никогда не был. В 1890 году появилась библиотека.  Большую работу проводило общество по распространению начального образования. Общество стремилось, чтобы в каждой школе были книги для чтения. В Богоявлении находились:  земской начальник, становой пристав, земская станция, почтовое отделение и базар. В 1929 году был организован колхоз «Батрак». Через два года колхоз стал именоваться колхозом «Серп и молот».В 1950 году в состав колхоза вошли п. Александровка, Кузнечиха и Белая Поляна. Через три года присоединились Гремячая Поляна, Малая Поляна и Хмелевая Поляна. Укрупненный колхоз стал носить имя «Мичурина». В 1962 году колхоз влился в совхоз Д-Константиновский на правах отделения. С  1967 года стал самостоятельный совхоз «Полянский». Здание сельского совета построено в 1970 году. Д\сад в 1976 году, в 1978 построен Дом культуры. В 1977 году четыре магазина и столовая. К 40-летию победы в 1985 году был построен памятник-обелиск в честь погибших граждан села в ВОВ около с\совета, а новый памятник бал построен на площади перед школой в 1991 году. Памятник земляку-писателю Н.И. Кочину.

## Достопримечательности
Действующий православный храм в честь Богоявления Господня 1826 года постройки по проекту Огюста Монферрана.

Деревянная церковь в честь Богоявления Господня в селе Богоявление была построена в 1680 году.
В 1821 году началось строительство каменного храма по проекту Огюста Монферрана. Строительство велось до 1826 года. В храме было три престола: во имя Богоявления Господня (освящен в 1846 году), во имя Рождества Пресвятой Богородицы (освящен в 1828 году), во имя святителя и чудотворца Николая (освящен в 1830 году).
В 1902 году построены трапезная и каменная церковная ограда. При церкви располагалось кладбище.
В 1859 году в селе Богоявление открыто духовное приходское училище. Первым преподавателем был диакон Василий Славницкий.
В октябре 1892 года по инициативе местного пристава А. Н. Быкова была построена часовня в память чудесного избавления цесаревича Николая Александровича от опасности, грозившей в Японии в 1891 году.
В 1937 году церковь была закрыта и разрушена. Арестованы священник П. П. Кряжев и диакон И. П. Лабутов. В 1958 году сгорела колокольня храма.
С 1988 года первая в Дальнеконстантиновском районе церковь стала восстанавливаться по настоянию местных жителей.
В 2000 году церковь Богоявления Господня получила статус памятника истории и культуры Нижегородской области. С этого времени ведутся работы по созданию при храме церковно-краеведческого музея. В 2013 году митрополит Нижегородский и Арзамасский Георгий совершил чин освящения колоколов храма.

13 июля 2016 года благочинный Дальнеконстантиновского округа иерей Виталий Мишарин освятил кресты и купола церкви.

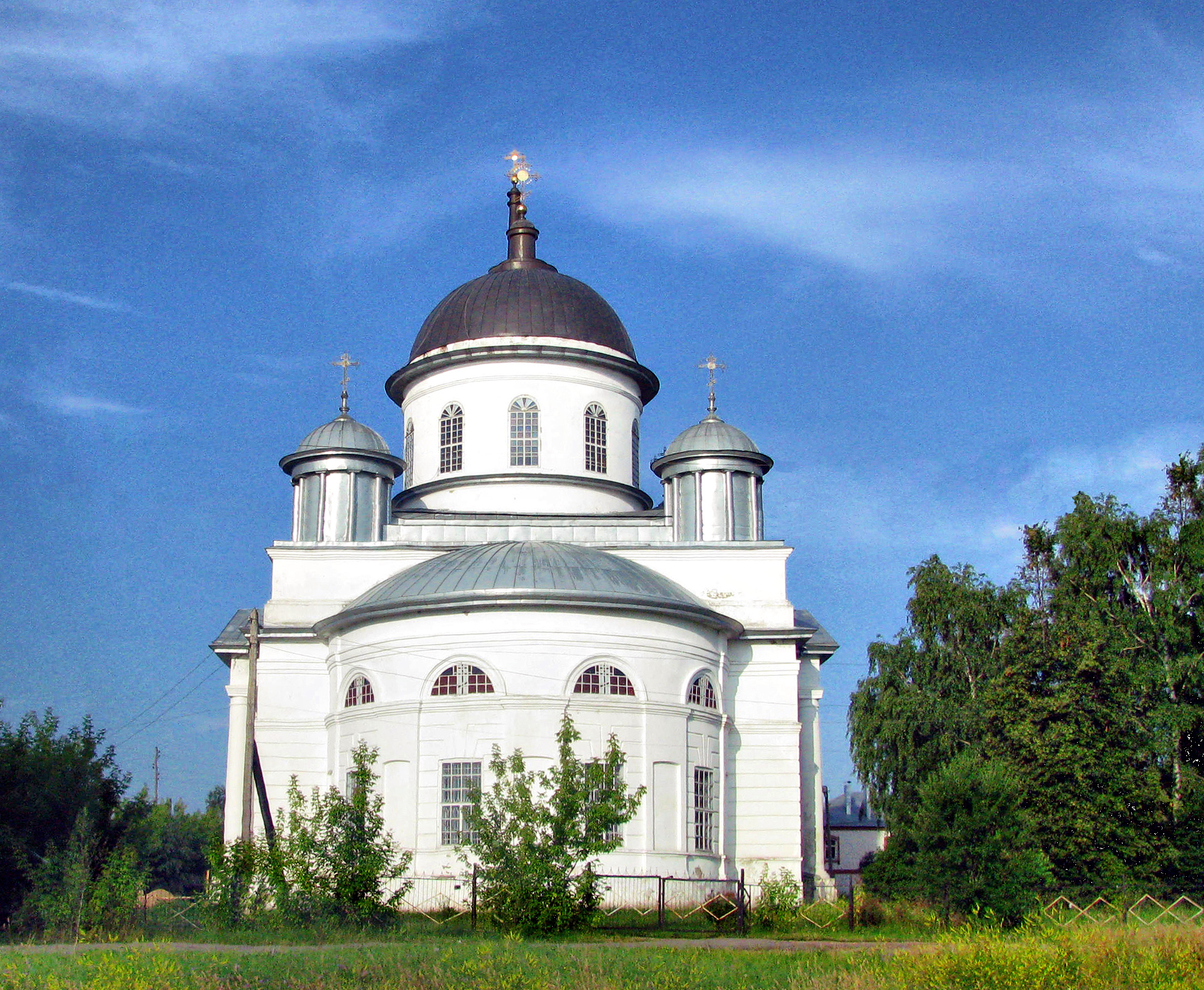
Храм в 2013 году
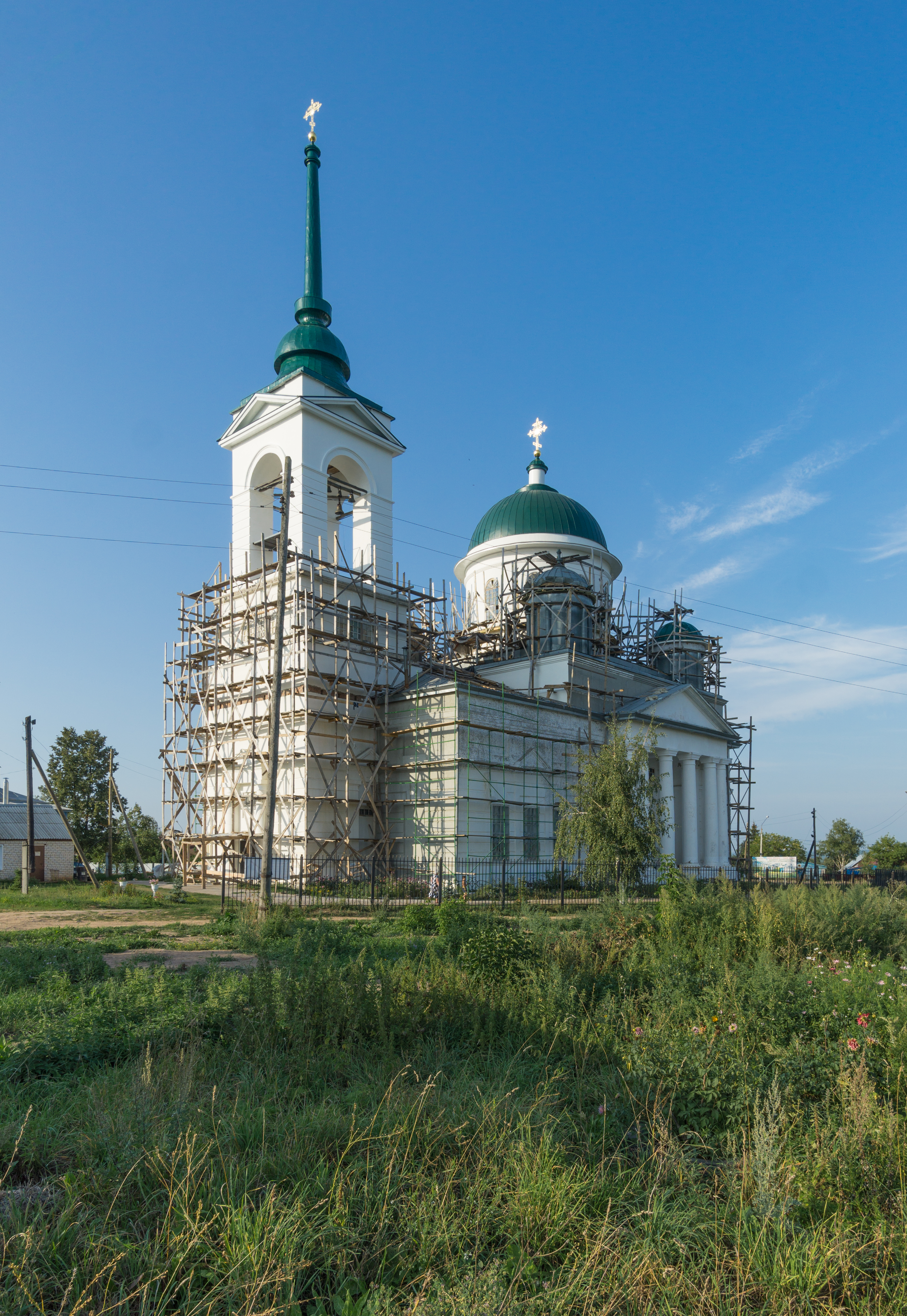
Храм в 2016
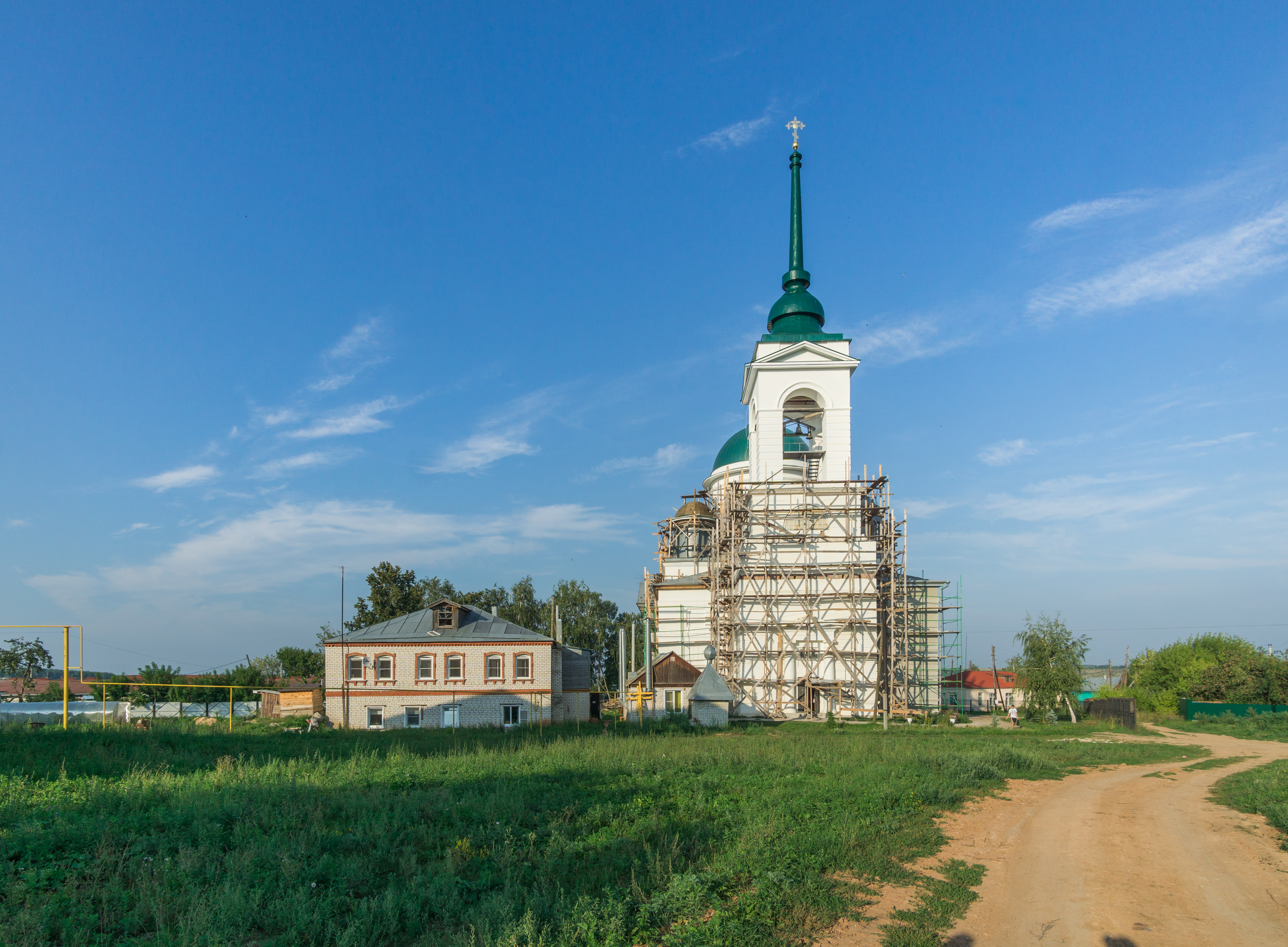
Колокольня храма в 2016 году

## Население
| 2002 | 2010 |
| ---- | ---- |
| 1023 | ↘944 |

Национальный состав
Согласно результатам переписи 2002 года, в национальной структуре населения русские составляли 92 % из 1023 человек.